# Okapi Aalstar
El Crelan Okapi Aalstar es un club de baloncesto profesional de la ciudad de Aalst, que milita en la BNXT League, la nueva liga fruto de la fusión de la Dutch Basketball League neerlandesa y la Pro Basketball League belga. Disputa sus partidos en el Okapi Forum, con capacidad para 2800 espectadores.

## Nombres
- 1994–1997: Good Year Belgacom
- 1997–1999: Belgacom
- 1999–2006: BBC Okapi
- 2006–2013: Generali Okapi
- 2013–2015: Okapi Aalstar
- 2015– : Crelan Okapi Aalstar

## Posiciones en Liga
| Temporada | Nivel | Liga | Pos. | Copa de Bélgica  | Competiciones europeas | Competiciones europeas | Otras competiciones | Otras competiciones |
| --------- | ----- | ---- | ---- | ---------------- | ---------------------- | ---------------------- | ------------------- | ------------------- |
| 2011–12   | 1     | BLB  | 5º   | Campeón          | 3 EuroChallenge        | T16                    |                     |                     |
| 2012–13   | 1     | BLB  | 4º   | Finalista        | 3 EuroChallenge        | T16                    | Supercopa           | C                   |
| 2013–14   | 1     | BLB  | 2º   | Semifinalista    | 3 EuroChallenge        | RS                     | Supercopa           | C                   |
| 2014–15   | 1     | BLB  | 3º   | Semifinalista    | 3 EuroChallenge        | T16                    |                     |                     |
| 2015–16   | 1     | BLB  | 2º   | Semifinalista    |                        |                        |                     |                     |
| 2016–17   | 1     | BLB  | 5º   | Semifinalista    |                        |                        |                     |                     |
| 2017–18   | 1     | BLB  |      | Cuartos de final |                        |                        |                     |                     |

## Palmarés
- Scooore League
  - Subcampeón: 2

2011, 2014
- Copa de Bélgica
  - Campeón: 1

2012
- - Subcampeón: 1

1966, 1998, 2013
- Supercopa Belga
  - Campeón: 2

2012, 2013
- D2
  - Campeón: 1

2006
- - Subcampeón: 1

2005

## Jugadores destacados
| - Ronny Bayer - Christophe Begin - Kris Sergeant - Jorn Steinbach - Tomas van den Spiegel - Anton Gaddefors - Larry Anderson - Taylor Braun - Stanley Burrell - Da'Sean Butler - Jason Clark - Rotnei Clarke - Chris Copeland - Nate Fox |  | - Brian Greene - Anthony Hilliard - Trevor Huffman - Stefon Jackson - Tyren Johnson - Rodney Mason - Derek Raivio - Travis Releford - Alex Ruoff - Wes Wilkinson - Jamar Wilson - / Matt Lojeski - / Chris Young |